# Majdouline Sbaï
Majdouline Sbaï (nascida a 10 de Setembro de 1977) é uma socióloga e política francesa que foi eleita pela primeira vez como membro do Parlamento Europeu em 2024.
Faz parte do Comité de Comércio Internacional e do Comité do Ambiente, Clima e Segurança Alimentar.